# Красно-белая оранда

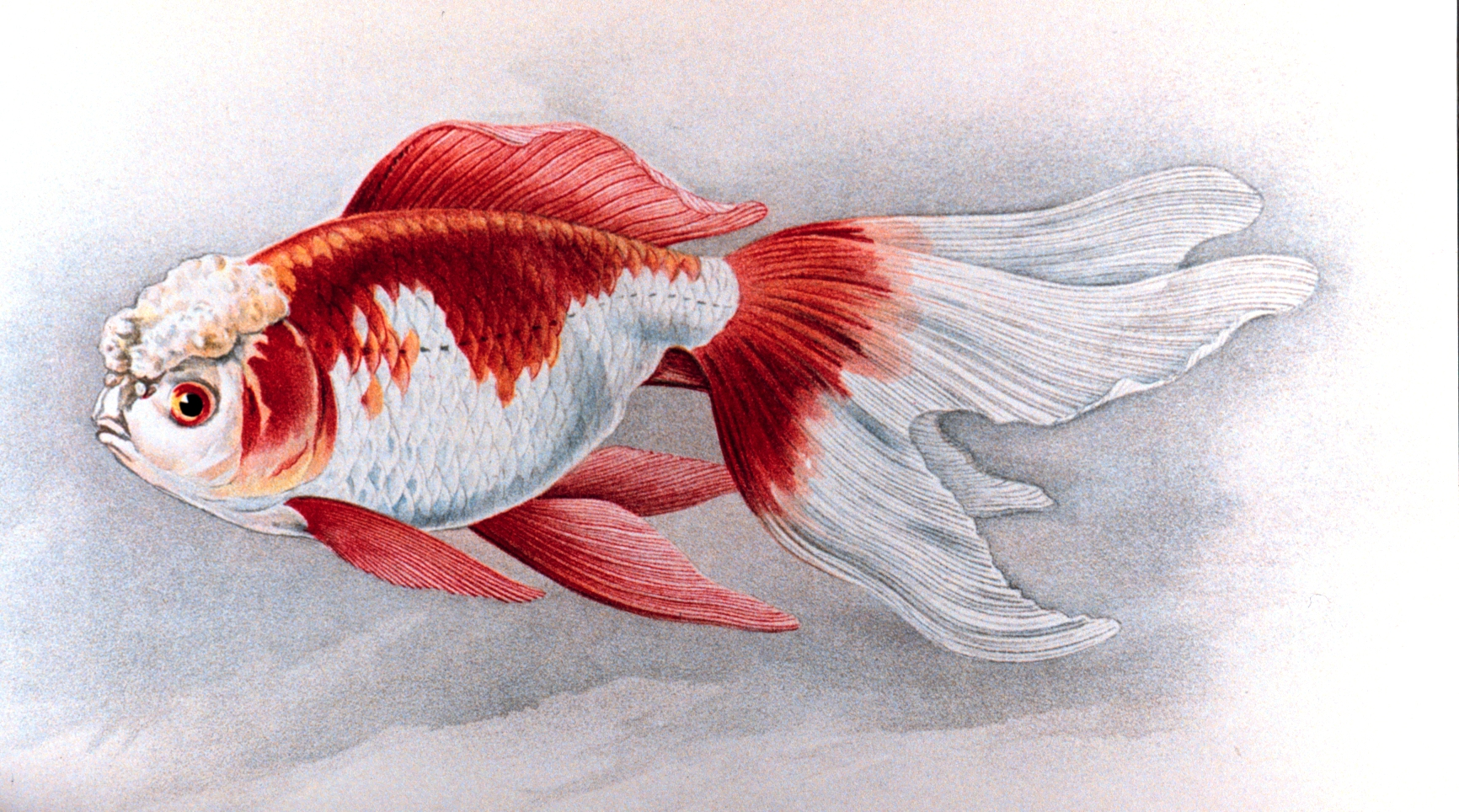
Красно-белая оранда «Шиши-гашира» на открытке XIX века из серии «Золотые рыбки в культуре Японии» от Синносукэ Мацубара

«Красно-бе́лая ора́нда» («сиси-гасира оранда», вариететная форма) — одна из искусственно культивированных декоративных видов аквариумной «золотой рыбки» (лат. Carassius gibelio forma auratus (Bloch, 1782)) породной группы оранд.

## Описание
Всё тело этой оранды покрыто большими красными и белыми пятнами, чередующимися между собой.

## Условия содержания и размножения
Оранд содержат при:
- Жёсткость воды (gH) от 6 до 18°;
- Кислотность воды (pH) 7,0;
- Температура (t) 14-25 °C.

### Кормление
К кормам неприхотливы и всеядны: едят как живую, так и растительную пищу, а также сухие корма.

### Размножение
Половозрелость оранд и возможность их размножения наступает через год после вылупления мальков из икринок. Подготовка к нересту аналогична описанной для других карповидных: нерестовик обустраивается в центре 100—150 литрового аквариума с нерестовой решеткой, одним или двумя распылителями и пучком мелколиственных растений в центре. На одну самку 2-х самцов. Плодовитость от 2 до 10 тыс. икринок. Личинка выходит через 2 суток. На 5-й день мальки начинают плавать. Кормление мальков — коловраткой.
Для разведения:
- Показатели жёсткости воды (GH) 8-15°;
- Кислотность воды (pH) 7,0-8,0;
- Температура (t) 22-28 °C.

## В аквариумистике и прудовом хозяйстве
Рыбка подходит для содержания в холодноводном аквариуме с большим пространством для свободного плавания. Красива в оранжереях. Благодаря выносливости породы, её можно содержать в декоративном пруду на улице. Предпочитает сообщество себе подобных, яркий свет и обилие свободного пространства. Эффективная фильтрация и регулярная подмена воды. При оформлении водоема рекомендуется использовать сыпучий мелкофракционный грунт, камни, коряги, живые или пластиковые растения, в том числе плавающие. При оформлении необходимо избегать применение предметов с острыми гранями и краями, за которые вуалевые разновидности рыбок могут пораниться во время плавания и, зацепившись — оборвать плавники.

### Особенности
Оранды должны содержаться в объёмном аквариуме, так как при недостатке движения у рыб возникают проблемы обмена веществ и осложнения двигательного характера — оранды становятся инертными.